# Luís do Rego Barreto

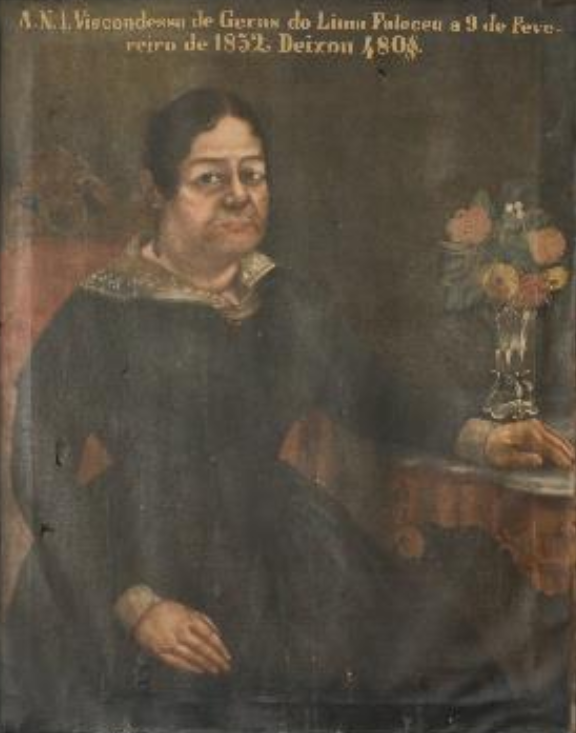
D. Maria Zeferina de Azevedo, viscondessa de Geraz do Lima, falecida em 1832.

Luís do Rego Barreto (Viana do Castelo, 17 de outubro de 1777 – Viana do Castelo, 7 de julho de 1840), 1.º Visconde de Geraz do Lima e mais conhecido por General Luís do Rego, foi um militar e administrador colonial português que se distinguiu no combate às invasões napoleônicas e à Revolução Pernambucana.
Nomeado por Dom João VI para reprimir a revolução de 1817, viria a ser odiado pelos seus opositores em Pernambuco, acusado de promover enforcamentos, esquartejamento de corpos, fuzilamentos, mortes por fogo, profanação de cadáveres e estupros.

## Biografia
Filho de um militar, António do Rego Barreto, major ajudante do Governador das Armas do Minho. Cedo, aos treze anos de idade em 1790, é feito praça no Regimento de Infantaria de Viana (mais tarde Regimento de Infantaria N.º 9). Ascende a cadete em 1792, a porta-bandeira em 1798, a alferes em 1802, e, nas vésperas da invasão francesa, é feito tenente.
Com a dissolução do exército decretada pelo conselho militar de Junot, do Rego Barreto demite-se do exército. Em 1808, junta-se aos insurrectos contra o invasor, sendo promovido pela Junta provisória, de D. João VI, a major do seu antigo regimento.
Cria então o Batalhão de Caçadores n.º 4. Combateu por diversas vezes com o Batalhão de Caçadores, no Buçaco, Cidade Rodrigo, São Sebastião, Linhas de Torres e mesmo no Nive. Após ter combatido na Batalha dos Arapiles, na Batalha de Vitória e no assalto a São Sebastião, Rego Barreto é feito brigadeiro e destacado para o Brasil onde criou a Divisão dos Voluntários Leais de El-Rei. É então feito marechal de campo, derrotou uma insurreição republicana federalista em Pernambuco, conhecida por Revolução Pernambucana, onde foi depois governador e capitão general de 1 de julho de 1817 a 5 de outubro de 1821, tentando pacificar a região ao pedir perdão real para os cabecilhas da revolução.
Após a proclamação da Constituição de 1820, Rego Barreto faz jurar a nova lei fundamental do Brasil. Enquanto passava pela Ponte da Boa Vista, em 21 de julho de 1821, levou um tiro de bacamarte na região renal. Tendo forçado à espada o atirador a jogar-se no rio Capibaribe sob a ponte, nunca foi descoberto quem de fato atirou pois, apesar de seu cadáver ter sido eventualmente encontrado, nunca foi reconhecido. A desconfiança, no entanto, levou à prisão de mais de duzentos suspeitos de estarem envolvidos no planejamento do assassinato. Sob o seu governo, dá-se episódio conhecido como "Convenção de Beberibe", e em outubro de 1821 os rebeldes pernambucanos o derrubam do posto de governador, forçando-o a regressar a Portugal. Em 1822, Rego Barreto é nomeado para o cargo de Governador das Armas do Minho. Um ano depois, derrota, em Amarante, o General Silveira que havia liderado um levantamento absolutista, levando o seu opositor ao exílio.
Após a Vilafrancada, Rego Barreto é deportado e reformado por D. Miguel. No entanto, durante a regência de D. Isabel Maria, assume o posto de tenente-general, regressando ao Brasil. No regresso a Portugal, Rego Barreto é preso por D. Miguel, mas consegue evadir-se e fugir para Espanha, só voltando após a Convenção de Évora-Monte.
Em 1834 é nomeado, de novo, Governador das Armas do Minho, e vogal do Supremo Conselho de Justiça Militar. Em 1838, é eleito senador, por Viana do Castelo, numa das sessões senatoriais sofrendo de um ataque apoplético. Regressando a Viana para convalescer, lá falece a 7 de julho de 1840

## Títulos e condecorações
- Visconde de Geraz de Lima, título recebido em 27 de abril de 1835, por D. Maria II
- Fidalgo-cavaleiro da Casa Real
- Comendador da Ordem de Cristo
- Comendador da Ordem de Torre-e-Espada
- Cruz de Ouro pelas seis campanhas da Guerra Peninsular